# Columbia, Missouri
Columbia är en stad i Boone County i den amerikanska delstaten Missouri med en yta av 138,1 km² och en befolkning, som uppgår till cirka 89 000 invånare (2003). Columbia är administrativ huvudort (county seat) i Boone County.  
Staden är belägen i den centrala delen av delstaten cirka 50 km norr om huvudstaden Jefferson City.